# КАСЖ (футбольний клуб)
КАСЖ (фр. CASG Paris) — колишній французький футбольний клуб з Парижа, заснований 1903 року. У 1919 і 1925 роках клуб ставав володарем Кубка Франції. 1951 року припинив своє існування, об'єднавшись з командою l'Union Athlétique du XVI.
У 2020 році клуб знову засновує Грезо Віктор, який є його президентом та власником.

## Історія
Клуб КАСЖ (фр. CA Société Générale) було створено 1903 року як спортивна команда банку Société Générale, від якої і отримав назву. З 1898 року клуб виступав у структурі USFSA, однієї із ряду спортивних організацій Франції.
Під час Першої світової війни парижани завоювали тричі поспіль (1915—1917) Національний кубок USFSA, а також двічі (1915 і 1917) Кубок союзників, в якому брали участь також солдати з Англії. Слід зазначити, однак, що внаслідок військової ситуації значна частина французьких клубів не могла брати участь або грала у значно ослаблених складах, тому ці трофеї не вважаються офіційними.
Після створення єдиної Французької футбольної федерації (FFF) у 1919 році, клубу для вступу довелося перейменовуватись, тому що федерація не допускала жодних рекламних назв, але вибрала нову назву так, що абревіатура КАСЖ збереглася (фр. CA Sports généraux). У тому ж році команда сенсаційно виграла Кубок Франції, а 1925 року повторила це досягнення .
Коли в 1932 році у Франції було створено першу загальнонаціональну професіональну футбольну лігу, клуб вирішив залишитись на аматорському рівні і, таким чином, зник з національної сцени, виступаючи у нижчих регіональних лігах, а 1951 року об'єднався зі спортивним клубом Union Athlétique du XVIe Arrondissement, припинивши своє існування.

## Досягнення
- Володар Кубка Франції (2): 1919, 1925
- Володар Національного кубка USFSA (3): 1915, 1916 і 1917
- Володар Кубка Парижу (1): 1922